# 昭武軍節度使
昭武军节度使，五代十国前蜀、后蜀的节度使，治所在利州（今四川省广元市）。
唐昭宗乾寧四年（897年），唐朝在兴州（今陕西省略阳县）、利州、凤州（今陕西省凤县）设置昭武军节度使。天复二年（902年）废除。天复三年（903年），在利州设立利州節度使。唐昭宣帝天祐三年（906年），利州節度使改为利阆節度使，下辖利州、阆州（今四川省阆中市）、通州（今四川省达州市）、蓬州（今四川省仪陇县南）、果州（今四川省南充市北）、陵州（今四川省仁寿县）、荣州（今四川省荣县）七州。前蜀天复七年（907年）废除利阆節度使，改为利州都团练观察使，下辖利州、阆州、蓬州、果州四州，分果州设徵州（今四川省南充市西南）。通正元年（916年），在利州设立昭武军節度使。乾德六年（924年），蓬州改属武定军节度使。咸康元年（925年），后唐灭前蜀，沿置昭武军节度使，果州、征州改属武信军节度使。天成二年（927年），果州、征州还属。天成四年（929年），阆州、果州设置保寧軍節度使。征州废除，通州、巴州（今四川省巴中市）、集州（今四川省南江县）归属昭武军。后蜀时，昭武军下辖利州、通州、巴州、集州。广政二十一年（958年），通州属于永寧軍節度使。宋太祖乾德三年（965年），宋朝灭后蜀。景祐四年（1037年），改昭武军为宁武军节度。

## 历任节度使
- 林思锷（924年—925年）
- 张敬询（925年—926年）
- 张温（926年—928年）
- 康思立（929年—930年）
- 李彦琦（930年—931年）
- 赵廷隐（931年）
- 李肇（931年—934年）
- 孙汉韶（932年，未赴任）
- 张虔钊（935年—938年）
- 孙汉韶（938年—939年）
- 李延厚（939年—943年）
- 张虔钊（943年—947年）
- 宋延渥（948年—949年，遥领）
- 李继勋（947年—951年）
- 曹英（951年—952年，遥领）
- 王彦铢（951年—956年）
- 李奉虔（957年—960年）
- 王彦铢（961年）
- 高彦俦（961年—964年，未赴任）